# Plenipotentiär

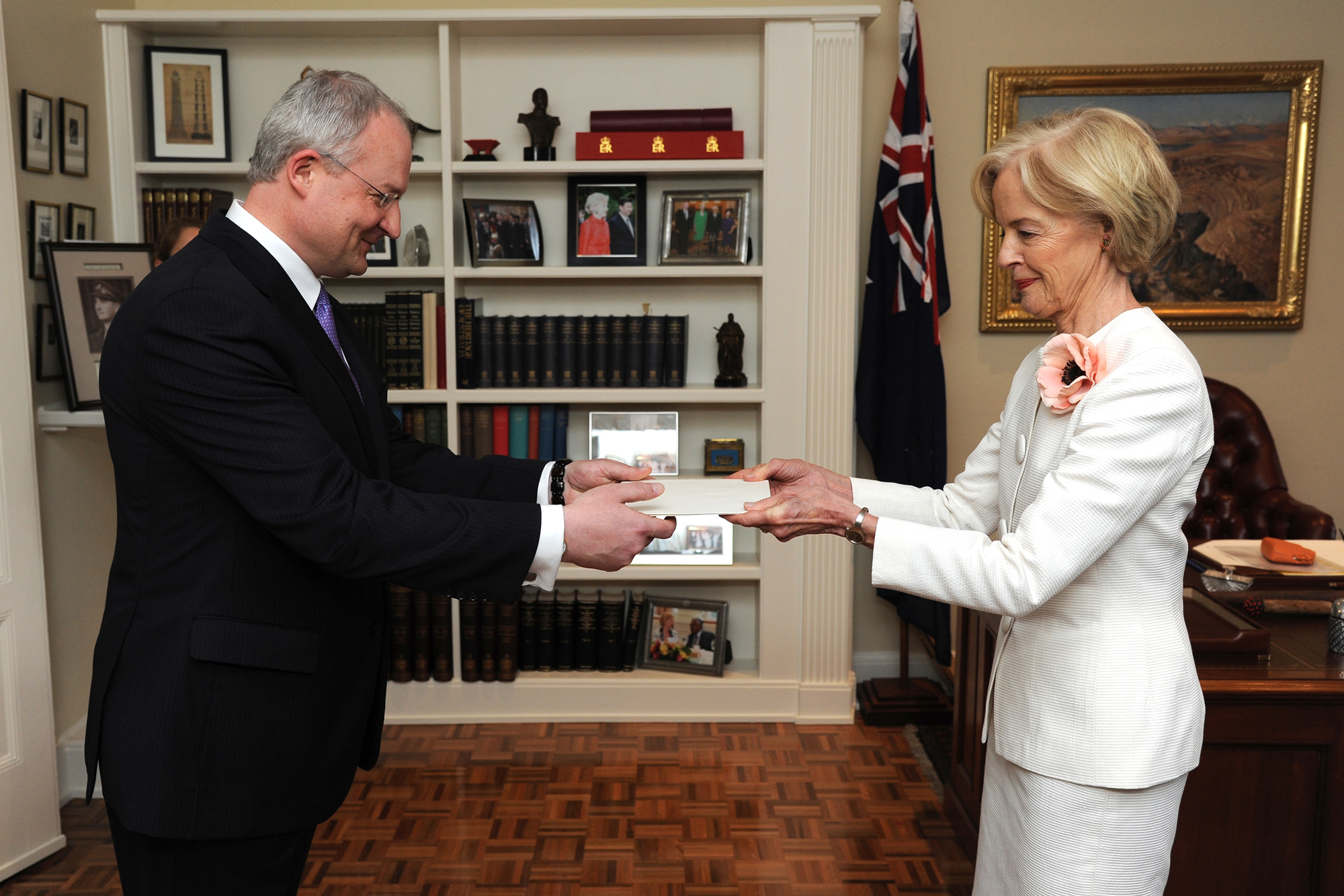
Estlands ambassadör i Australien Andres Unga överlämnar sitt kreditivbrev till Australiens generalguvernör Quentin Bryce, 28 mars 2013.

Plenipotentiär, eller befullmäktigad, är en utnämning om fullmakt, vanligen en ambassadör, envoyé eller sändebuds exklusiva bemyndigande att företräda sin statschef och sitt land (sändarlandet) i mottagarlandet för att i sändarlandets namn och myndighet kunna förhandla och underteckna traktat. Förhållandet bekräftas i mottagarlandet genom att denne överlämnar sitt kreditivbrev och därmed ackrediteras av mottagarlandets statschef.

## Bakgrund
Ordet kommer från latin: plenus, 'full', och potens, 'makt', och brukar i officiella sammanhang följa titlarna ambassadör och envoyé, exempelvis extraordinär och plenipotentiär ambassadör, eller (envoyé) plenipotentiär minister; i vilket fall innebär titeln en beskickningschef av högsta eller andra rang, vilket numera motsvarar ambassadör eller envoyé. Heliga Stolens sändebud benämns som apostolisk nuntie.
Innan det diplomatiska rangssystemet standardiserades vid Wienkongressen 1814-1815 och sedan med Wienkonventionen (1961), kunde diplomater kallas plenipotentiär utan att deras titel vidare specificerades. Under plenipotentiären rankades i många länder ministerresidenten, och därefter chargé d’affaires; de båda förra ackreditreras av och till statschefer, medan den sistnämnda företräder sitt lands regering. Före Wienkongressen hade olika länder olika rangsystem, och den plenipotentiära ministern kunde vara av högsta rang, fastän det numera är envoyéns officiella titel.
Att utse en företrädare med den fullmakt som bland annat titeln innebär, var av ännu större vikt förr, innan telefoner och annan modern kommunikationsteknik fanns. 